# Batman: Arkham Asylum
Batman: Arkham Asylum je akční adventura inspirovaná postavou Batmana nakladatelství DC Comics. Hru vyvinula Rocksteady Studios a v roce 2009 ji ve spolupráci s Warner Bros. Interactive Entertainment vydala společnost Eidos Interactive.
Hra byla vydána pro čtyři platformy, PlayStation 3, Xbox 360, Mac OS X a Microsoft Windows. Verze pro herní konzole vyšla 25. srpna 2009 v Severní Americe a o tři dny později v Evropě, verze pro Windows pak 15. září v Americe a 18. září v Evropě. Verzi pro Mac OS X vydala společnost Feral Interactive v listopadu 2011.

## Děj
Příběh začíná v momentě, kdy Batman poráží svého nepřítele Jokera a odváží ho do Arkhamského blázince. Jenže je mu podezřelé, že se nechal porazit tak lehce. Má pocit, že něco plánuje, a proto ho doprovází až do jeho cely. A má pravdu, protože Joker opravdu má plán. Jeho bývalá psycholožka se přejmenovala na Harley Quinn a vyhodí v Arkham Asylum proud. Všichni samozřejmě utečou a jen velmi málo pracovníků z Arkham Asylum přežije haldu valících se zločinců a šílenců. A kdo je samozřejmě musí usadit zpátky do cel? No kdo jiný než Batman. Ve hře se nesetkáte jen s Jokerem a s Harley Quinn, ale i s Poison Ivy, Banem či se Zsaszem.

## Pokračování
Pokračování Arkham Asylum s názvem Batman: Arkham City vyvinula společnost Rocksteady Studios a distribuovalo jej Warner Bros. Vydáno bylo v říjnu 2011.